# Saraar
Saraar és una regió de Somalilàndia creada el 22 de març de 2008 amb territoris que abans pertanyien a la regió de Sool, i una part també del territori nord-oriental de la regió de Togdheer i sud-occidental de Sanaag. Està formada pel districte de Caynabo, el més nord-oriental del Sool, per part del districte de Qoryale al Togdheer (ara districte de War Idaad), i per un petit territori abans part de Sanaag (ara districte d'Elal).
Fou dividida en tres districtes:
- Caynabo
- War Idaad
- Elal